# Lova Herren Gud, min själ
Lova Herren Gud, min själ är en psalm, med ursprungligen tio och idag sju verser, av Jakob Arrhenius från 1694. Texten bygger på Psaltaren 146. Melodin är herrnhutisk från omkring 1740 (enligt 1939 års koralbok från 1745). Enligt 1697 års koralbok användes en annan melodi, samma som för psalmen Ack, min själ, hav gladligt mod (nr 287).
Texten inleds 1695 med orden:
Lofwa HErran Gudh min siäl
Som tigh hafwer skapat wäl

## Publicerad som
- Nr 107 i 1695 års psalmbok under rubriken "Konung Davids Psalmer".
- Nr 29 i 1819 års psalmbok under rubriken "Skapelsen och försynen - I allmänhet".
- Nr 79 i Metodistkyrkans psalmbok 1896 v. 1-2, 5 och 9-10. Psalmen står under rubriken "Guds försyn och ledning"
- Nr 14 i 1937 års psalmbok under rubriken "Guds lov".
- Nr 328 i Den svenska psalmboken 1986 under rubriken "Lovsång och tillbedjan".